# 小行星6662
小行星6662（英語：6662）是一颗围绕太阳公转的小行星。1993年1月22日，上田清二、金田宏在钏路市发现了此天体。
这颗小行星的绝对星等为234.23916等。